# Kościół Opatrzności Bożej we Wrocławiu
Kościół Opatrzności Bożej we Wrocławiu, dawniej znany jako kościół dworski – kościół ewangelicki należący do parafii Ewangelicko-Augsburskiej Opatrzności Bożej we Wrocławiu. Położony jest przy ul. Kazimierza Wielkiego, w obrębie Dzielnicy Czterech Wyznań.

## Historia
Nabożeństwa ewangelicko reformowane we Wrocławiu zostały zalegalizowane dopiero w 1742 roku. Nieliczna, ale zamożna grupa kupców (także z polskiego kalwińskiego Leszna) szybko przystąpiła do zbiórki pieniędzy na budowę własnego kościoła. Prawie ukończony budynek został zniszczony w czerwcu 1749 w efekcie eksplozji prochu przechowywanego w pobliskiej baszcie. Odbudowano go dzięki kolejnym zbiórkom. Późnobarokowy kościół został ukończony w 1750, poświęcono go 27 października. Architekt nie jest znany, przypuszcza się, że świątynia powstała według planów Friedricha Arnolda i Johanna Boumanna. Jako przeznaczony dla wrocławskich ewangelików reformowanych (kalwinistów) był wybudowany przy zamku, gdyż Hohenzollernowie byli wyznania kalwińskiego. Skromna i pozbawiona ozdób architektura wnętrza była odzwierciedleniem teologii kalwińskiej.
Od 1817 roku parafia weszła w skład Ewangelickiego Kościoła Unii Staropruskiej, zachowała jednak swój charakter kalwiński do końca swego istnienia w 1945. Nazwę dworski (Hofkirche) uzyskał w 1830 roku z okazji 300-lecia Konfesji Augsburskiej. Wiąże się to z faktem, że obok kościoła znajduje się pałac królewski, od 1750 roku wrocławska rezydencja króla Prus, Fryderyka II Wielkiego.

## Po 1945 roku
Do roku 1945 należał do kościoła ewangelicko-reformowanego, natomiast głównymi wrocławskimi kościołami ewangelickimi były wówczas kościół św. Elżbiety, kościół św. Marii Magdaleny i kościół św. Bernardyna.

## Architektura
Kościół ma około 30 m długości, 17,5 m szerokości, położony w osi północ-południe. Zbudowany na planie owalu, posiada dwa piętra empor i ambonę nadołtarzową. Wnętrze jest utrzymane w barwie kremowobiałej ze złoceniami.
W kościele znajdują się dwie tablice poświęcone żołnierzom niemieckim poległym w latach 1914–1917 oraz tablica upamiętniająca poległych w wojnach napoleońskich (za ołtarzem).

## Pastorzy ewangelicko-reformowani służący w parafii
Pierwszego pastora powołano w 1742 roku. Przed 1817 pełnił on zazwyczaj funkcję superintendenta zborów ewangelicko-reformowanych na pruskim Śląsku.
W latach 1751–1935 przy proboszczu urzędował także II proboszcz (zazwyczaj awansował na I proboszcza), w l. 1776–1872 III proboszcz. Przed 1817 rokiem przy kościele mieszkał też wojskowy kapelan ewangelicko-reformowany dla Śląska, którym był ojciec teologa Friedrich Schleiermacher. Do połowy XIX wieku wymagano od duchownych znajomości języka polskiego, choć nabożeństwa odprawiano po niemiecku i (do pocz. XIX wieku) po francusku.
Pierwszy Proboszcz
- 1742–1743 Johann Ernest Vigilantius (1712–1743), duchowny Braci Czeskich z Lasocic
- 1743–1782 Jacob Loos (1712–1782)
- 1785–1802 Daniel Heinrich Hering (1722–1807)
- 1807–1830 Johann Beniamin Wunster (1751–1830)
- 1831–1837 August Erdmann Wunster (1764–1837), brat poprzedniego
- 1837–1855 Ludwig Falk (1801–1872)
- 1855–1866 Johann Gillet (1804–1879)
- 1866–1884 Julius Teodor Faber (1814–1890)
- 1884–1892 Louis Elsner (1829–1893)
- 1893–1899 Hugo Albertz (1845–1923), przeniósł się do parafii ewangelicko-reformowanej w Poznaniu
- 1899–1906 Carl Gladischefski (1862–1938)
- 1907–1911 Gerhardt Haenisch, przeniósł się do parafii ewangelicko-reformowanej w Poznaniu
- 1912–1934 Maximilian Renner (1861–1934)
- 1935–1945 Richard Bender (1880–1945), poprzednio pastor w Waszkowie